# Коледж традиційної китайської медицини Сіньцзянського медичного університету
Коледж традиційної китайської медицини (китайською мовою: 新疆 中 医药 大学; піньїнь: Xīnjiāng Zhōngyīyào Dàxué) - це коледж, що надає ступінь і працює як філія Медичного університету Сіньцзян, є єдиним автономним закладом вищої китайської медицини в Урумчі. 31 травня 1985 року державна комісія з питань освіти санкціонувала суму для будівництва будівлі коледжу. У 1986 році розпочато будівництво нового корпусу лікарні для коледжу, що в розробці. 17 квітня 1987 року Уряд Сіньцзяна підпорядкував коледж під управління Сіньцзянського медичного університету. 